# Lucky Diaz and the Family Jam Band
Lucky Diaz and the Family Jam Band (também conhecido como Lucky Díaz y La Familia Música e The Lucky Band) é uma banda estadunidense formada pelo casal Lucky Diaz e Alisha Gaddis. Eles já receberam quatro indicações ao Grammy Latino, sendo duas vitórias, seis indicações ao Prêmio Emmy e uma vitória pelo trabalho no programa Lishy Lou and Lucky Too da PBS.

## Carreira
The Lucky Band foi a primeira banda norte-americana a ganhar um Grammy Latino na categoria Álbum Infantil por ¡Fantástico!. Recebendo seis indicações ao Emmy e uma vitória pelo programa Lishy Lou and Lucky Too.

## Discografia
- Luckiest Adventure (2010)
- Oh Lucky Day (2011)
- A Potluck (2012)
- ¡Fantastico! (2013)
- Lishy Lou and Lucky Too (2013)
- Aquí, Allá (2014)
- Adelante (2015)
- Greatest Hits Vol 1 (2016)
- Made in LA (2017)
- Hold Tight, Shine Bright (2018)
- Buenos Diaz (2019)
- Paseo Lunar (2020)
- Crayon Kids (2021)